# Axat
Axat (okcitansko Atsat) je naselje in občina v južnem francoskem departmaju Aude regije Languedoc-Roussillon. Leta 2008 je naselje imelo 696 prebivalcev.

## Geografija
Kraj leži v pokrajini Languedoc ob reki Aude.

## Uprava
Axat je sedež istoimenskega kantona, v katerega so poleg njegove vključene še občine Artigues, Bessède-de-Sault, Le Bousquet, Cailla, Le Clat, Counozouls, Escouloubre, Gincla, Montfort-sur-Boulzane, Puilaurens, Roquefort-de-Sault, Sainte-Colombe-sur-Guette in Salvezines s 1.744 prebivalci.
Kanton Axat je sestavni del okrožja Limoux.